# Śniadków
Śniadków [ˈɕɲatkuf] est un village polonais de la gmina de Orońsko, du powiat de Szydłowiec et dans la voïvodie de Mazovie dans le centre-est de la Pologne.
Il se situe à environ 4 kilomètres au sud-est d'Orońsko, à 13 kilomètres au nord-est de Szydłowiec et à 104 kilomètres au sud de Varsovie.